# Batávijský masakr
Batávijský masakr z roku 1740 (nizozemsky: Chinezenmoord, doslova. „Vyvraždění Číňanů“; indonésky: Geger Pacinan, dosl. „Čínská vřava“) byl masakr a pogrom, při němž evropští vojáci Nizozemské východoindické společnosti a javánští kolaboranti zabili etnické čínské obyvatele přístavního města Batávie (dnešní Jakarta) v Nizozemské východní Indii. Násilnosti ve městě trvaly od 9. října 1740 do 22. října, přičemž menší potyčky za hradbami pokračovaly ještě koncem listopadu téhož roku. Historici odhadují, že bylo zmasakrováno nejméně 10 000 etnických Číňanů; předpokládá se, že přežilo pouze 600 až 3 000 osob.

## Okolnosti
V prvních letech nizozemské kolonizace Východní Indie (dnešní Indonésie) bylo mnoho lidí čínského původu najímáno jako kvalifikovaní řemeslníci na stavbu Batávie na severozápadním pobřeží Jávy; pracovali také jako obchodníci, dělníci v cukrovarech a prodavači. Hospodářský rozmach, který urychlil obchod mezi Východní Indií a Čínou přes přístav Batávie, zvýšil čínské přistěhovalectví na Jávu. Počet etnických Číňanů v Batávii rychle rostl a do roku 1740 dosáhl celkového počtu 10 000 osob. Další tisíce žily mimo městské hradby. Nizozemští kolonisté od nich vyžadovali registrační doklady a ty, kteří je nesplnili, deportovali do Číny.
Podle indonéského historika Bennyho G. Setiona po vypuknutí epidemie vzrostla podezíravost a odpor původních Indonésanů a Nizozemců vůči etnickým Číňanům, jejichž počet rostl a jejichž bohatství bylo stále viditelnější. V důsledku toho komisař pro domorodé záležitosti Roy Ferdinand na příkaz generálního guvernéra Adriaana Valckeniera 25. července 1740 vydal nařízení, že Číňané považovaní za podezřelé budou deportováni na Cejlon (dnešní Srí Lanka) a nuceni sklízet skořici. Deportace etnických Číňanů vyvolala nepokoje mezi zbývajícími Číňany, což vedlo k tomu, že mnoho čínských dělníků opustilo svá zaměstnání.
Zároveň se u domorodých obyvatel Batávie, včetně etnických batávijských služebníků, zvyšovala nedůvěra vůči Číňanům. Svou roli sehrály i ekonomické faktory: většina domorodců byla chudá a vnímala Číňany jako ty, kteří obsadili některé z nejbohatších čtvrtí města. Ačkoli nizozemský historik A. N. Paasman poznamenává, že Číňané byli v té době „Židy Asie“, skutečná situace byla složitější. Mnoho chudých Číňanů žijících v okolí Batávie byli dělníci v cukrovarech, kteří se cítili vykořisťováni nizozemskými i čínskými elitami stejnou měrou.
Kvůli poklesu světových cen cukru, který začal ve 20. letech 17. století a byl způsoben nárůstem vývozu do Evropy a konkurencí ze Západní Indie, cukrovarnický průmysl ve Východní Indii značně utrpěl. Do roku 1740 klesly celosvětové ceny cukru na polovinu ceny z roku 1720. Protože cukr byl hlavním vývozním artiklem, způsobilo to kolonii značné finanční potíže.

## Incident

### Masakr
Poté, co se skupiny čínských dělníků v cukrovarech vzbouřily a za použití vlastnoručně vyrobených zbraní drancovaly a vypalovaly mlýny, stovky etnických Číňanů, které pravděpodobně vedl Nie Hoe Kong, zabily 7. října 50 nizozemských vojáků v Meester Cornelis (nyní Jatinegara) a Tanah Abang. V reakci na to Nizozemci vyslali 1 800 pravidelných vojáků doprovázených schutterij (domobranou) a jedenácti prapory branců, aby vzpouru zastavili; zavedli zákaz vycházení a zrušili plány na čínský festival. V obavě, že Číňané budou při světle svíček konspirovat proti kolonistům, bylo těm, kdo se nacházeli uvnitř městských hradeb, zakázáno zapalovat svíčky a byli nuceni odevzdat vše „až po nejmenší kuchyňský nůž“. Následujícího dne Holanďané odrazili útok až 10 000 etnických Číňanů, vedených skupinami z nedalekého Tangerangu a Bekasi, na vnější hradby města; Raffles napsal, že při tomto útoku zemřelo 1 789 Číňanů. V reakci na to Valckenier svolal na 9. října další zasedání rady.
Mezitím se mezi ostatními etnickými skupinami v Batávii, včetně otroků z Bali a Sulawesi, Bugisů a balijských vojáků, rozšířily zvěsti, že Číňané plánují jejich zabití, znásilnění nebo zotročení; tyto skupiny preventivně vypálily domy patřící etnickým Číňanům podél řeky Besar. Holanďané následně podnikli útok na čínské osady v jiných částech Batávie, při němž vypalovali domy a zabíjeli lidi. Nizozemský politik a kritik kolonialismu W. R. van Hoëvell napsal, že „těhotné a kojící ženy, děti a třesoucí se starci padli pod mečem. Bezbranní zajatci byli zabíjeni jako ovce“.
Jednotky pod velením poručíka Hermanuse van Suchtelena a kapitána Jana van Oostena, trosečníka z Tanah Abangu, zaujaly postavení v čínské čtvrti: Kolem 17:00 zahájili Holanďané palbu z děl na domy obývané Číňany, které začaly hořet. Někteří Číňané v hořících domech zemřeli, jiní byli zastřeleni při odchodu z domů nebo v zoufalství spáchali sebevraždu. Ti, kteří se dostali ke kanálu poblíž obytné čtvrti, byli zabiti nizozemskými vojáky čekajícími na malých člunech, zatímco další vojáci prohledávali mezi řadami hořících domů a zabíjeli všechny přeživší, které našli. Tyto akce se později rozšířily po celém městě. Vermeulen poznamenává, že mnoho pachatelů byli námořníci a další „nepravidelné a špatné živly“ společnosti. Během tohoto období docházelo k rozsáhlému rabování a zabavování majetku.
Následujícího dne se násilnosti dále šířily a čínští pacienti v nemocnici byli vyvedeni ven a zabiti. Pokusy o uhašení požárů v oblastech zpustošených předchozího dne selhaly, plameny zesílily a pokračovaly až do 12. října. Mezitím skupina 800 nizozemských vojáků a 2 000 domorodců zaútočila na Kampung Gading Melati, kde se pod vedením Khe Pandžanga držela skupina přeživších Číňanů, kteří se sice evakuovali do nedalekého Paninggaranu, ale později byli nizozemskými jednotkami z oblasti vyhnáni. Při obou útocích padlo přibližně 450 Nizozemců a 800 Číňanů.

### Následná opatření a další násilí
Dne 11. října Valckenier neúspěšně žádal, aby důstojníci kontrolovali své jednotky a zastavili rabování. O dva dny později rada stanovila odměnu dva dukáty za každou čínskou hlavu, která se vzdala vojákům, jako pobídku pro ostatní etnické skupiny, aby pomohly při čistce. V důsledku toho byli etničtí Číňané, kteří přežili počáteční útok, pronásledováni tlupami neregulérních zločinců, kteří za odměnu zabíjeli ty Číňany, které našli. Nizozemci spolupracovali s domorodci v různých částech Batávie; 14. října byli vysláni etničtí Bugisové a balijští granátníci, aby posílili Nizozemce.
Za hradbami pokračovaly potyčky mezi čínskými povstalci a Nizozemci. Po téměř dvou týdnech menších potyček se 25. října 500 ozbrojených Číňanů přiblížilo ke Cadouwangu (nyní Angke), ale byli odraženi jízdou pod velením rytmistra Christoffela Molla a kornetů Daniela Chitse a Pietera Donkera. Následujícího dne kavalerie, kterou tvořilo 1 594 Nizozemců a domorodců, vyrazila na povstaleckou pevnost v cukrovaru Salapadjang, nejprve se shromáždila v nedalekém lese a poté mlýn zapálila, zatímco povstalci byli uvnitř; další mlýn v Boedjong Renje byl obsazen stejným způsobem jinou skupinou. Číňané se ze strachu před přicházejícími Nizozemci stáhli do cukrovaru v Kampung Melayu, vzdáleného čtyři hodiny od Salapadjangu; tato pevnost padla do rukou vojáků pod velením kapitána Jana George Crummela. Po porážce Číňanů a znovudobytí Qual se Nizozemci vrátili do Batávie. Mezitím prchající Číňané, kterým na západě bránilo 3 000 vojáků z bantenského sultanátu, zamířili na východ podél severního pobřeží Jávy; 30. října bylo oznámeno, že Číňané dosáhli Tangerangu.
Dne 2. listopadu dorazil ke Crummelovi rozkaz o příměří, na jehož základě se se svými muži vrátil do Batávie poté, co umístil kontingent 50 mužů v Cadouwangu. Když v poledne dorazil, uvnitř batávijských hradeb už žádní Číňané nebyli. 8. listopadu vyslal sultanát Cirebon 2 000 až 3 000 domorodých vojáků, aby posílili městskou stráž. Drancování pokračovalo přinejmenším do 28. listopadu a poslední domorodé jednotky se stáhly koncem tohoto měsíce.

## Následky
Většina zpráv o masakru odhaduje, že uvnitř městských hradeb Batávie bylo zabito 10 000 Číňanů a dalších nejméně 500 bylo vážně zraněno. Bylo přepadeno a vypáleno 600 až 700 domů vlastněných Číňany. Po masakru následovala „otevřená sezóna“ proti etnickým Číňanům na celé Jávě, která způsobila další masakr v roce 1741 v Semarangu a později další v Surabaji a Gresiku.
Součástí podmínek pro ukončení násilí bylo přestěhování všech etnických Číňanů z Batávie do pecinanu neboli čínské čtvrti za městskými hradbami, dnes známé jako Glodok. To Nizozemcům umožnilo Číňany snáze kontrolovat. K opuštění pecinanu potřebovali etničtí Číňané speciální propustky. V roce 1743 se však již etničtí Číňané vrátili do vnitřní Batávie; působilo zde několik set obchodníků.
Dne 6. prosince 1740 byli van Imhoff a dva jeho kolegové radní na Valckenierův příkaz zatčeni za neposlušnost a 13. ledna 1741 byli na samostatných lodích posláni do Nizozemska; dorazili 19. září 1741. V Nizozemí van Imhoff přesvědčil radu, že vinu za masakr nese Valckenier, a přednesl rozsáhlý projev nazvaný „Consideratiën over den tegenwoordigen staat van de Ned. O.I. Comp.“ (Úvahy o současném stavu Nizozemské východoindické společnosti) 24. listopadu a v důsledku této řeči byla obvinění proti němu a ostatním radním zamítnuta. Dne 27. října 1742 byl van Imhoff vyslán zpět do Batávie na lodi Hersteller jako nový generální guvernér Východní Indie.
Výroba cukru v oblasti po masakru značně utrpěla, protože mnoho Číňanů, kteří toto odvětví provozovali, bylo zabito nebo se pohřešovalo. Začala se obnovovat poté, co nový generální guvernér van Imhoff „kolonizoval“ Tangerang.
Po masakru v roce 1740 se v následujících desetiletích díky řadě úvah ukázalo, že Batávie potřebuje Číňany jako pracovní sílu pro dlouhý seznam řemesel. Koncem osmnáctého století došlo k výrazné čínské hospodářské expanzi a v roce 1814 žilo v Batavii 11 854 Číňanů z celkového počtu 47 217 obyvatel.

## Následná hodnocení
Vermeulen označil masakr za „jednu z nejpozoruhodnějších událostí [nizozemského] kolonialismu 18. století“. Ve své doktorské disertační práci W. W. Dharmowijono poznamenává, že útok se výrazně objevil v nizozemské literatuře, mezi jejíž rané příklady patří báseň Willema van Harena, která masakr odsuzuje (z roku 1742), a anonymní báseň ze stejného období, kritizující Číňany. Raffles v roce 1830 napsal, že nizozemské historické záznamy „nejsou zdaleka úplné ani uspokojivé“.
Nizozemský historik Leonard Blussé píše, že masakr nepřímo vedl k rychlé expanzi Batávie a institucionalizoval modus vivendi, který vedl k dichotomii mezi čínským etnikem a ostatními skupinami, jež mohla být cítit ještě na konci 20. století. masakr mohl být také faktorem při pojmenování řady oblastí v Jakartě. Jednou z možných etymologií názvu čtvrti Tanah Abang (což znamená „rudá země“) je, že byla pojmenována podle čínské krve, která zde byla prolita; van Hoëvell se domnívá, že pojmenování bylo kompromisem, aby přeživší Číňané rychleji přijali amnestii. Název Rawa Bangke pro podčást východní Jakarty může být odvozen od hovorového indonéského slova pro mrtvolu, bangkai, kvůli velkému počtu etnických Číňanů, kteří zde byli zabiti; podobná etymologie byla navržena pro Angke v Tamboře.